# インプレスTV
インプレスTV（インプレスティーヴィー）は、インプレスグループのair impressがかつて提供していたインターネットテレビ番組のポータルサイト。24時間365日、好きな時間に見たい番組が見られる。2000年11月15日開局。
有料番組と無料番組があり、最新のコンピューターやモバイル、趣味～釣りや車など、アニメ、アイドル、ドラマ、英会話、株、金融、バラエティなど多種多様なプログラムがある。オンデマンド放送。デジタル・IT製品のライター、高橋敏也やスタパ齋藤がメイン。
2008年4月1日、air impressはインプレスイメージワークスに商号を変更し、法人向けソリューション事業に特化する。2008年3月から更新や新規購入を番組ごとに終了し、2008年9月30日に全サービスを終了した。これでインプレスTVは約8年間の歴史に幕を下ろした。
なお一部の動画コンテンツは同じインプレスグループのニュース系ポータルであるImpress Watchに引き継がれ、Impress Watch Videoとして主要コンテンツを配信している。

## オリジナル番組

### パソコン・周辺機器
- Adobe Premiere Elementsでプロなみムービーに挑戦
- 安珠のデジカメ動画日記
- 動く!改造バカ一台
- 法林岳之のケータイならオレに聞け!
- サンワダイレクト・インプレスTV店
- スタパトロニクスTV
- 塙真一の未来へのアルバム
- NEW PRODUCTS REVIEW
- Microsoft Office チャンネル

### ニュース
- アキバ週末ニュース
- イベントリポート
- Impress Watch 動画ニュース萌えバージョン
- 韓国芸能まる見えTV

### トレンド&トピックス
- Microsoft Office チャンネル
- MiD LIVE

### ゲーム・ロボット・ホビー
- おんらいんゲーマーズ
- カンフースクール
- 週刊★ロマン鉄道
- 全日本プロレス
- 高橋敏也のROBOT.TV
- プロレスリング・ノア
- らくご de GO!
- Military Connection

### 車
- あなたが選ぶカー・オブ・ザ・イヤー
- AUTO-PRESS.tv

### エンターテインメント
- CREATIVE OFFICE CUE・北海道テレビ放送関連
  - CUE DREAM JAM-BOREE
  - 水曜どうでしょう
  - ドラバラ鈴井の巣
  - おにぎりあたためますか
- ガラスの靴
- ブロードバンド!ニッポン（ニッポン放送制作のリクエスト番組、BSデジタルラジオLFX488と同時放送）
- 星の輝く夜に
- ラベンダー

### ドキュメンタリー
- がんばる!公共事業
- 先駆者の現場 THE MOVIE

### その他
- セイゴオぶひん屋
- MUSIC SCHOOL GUIDE 2007